# Strijkkwartet in e-mineur
Het Strijkkwartet in e mineur van Niels Gade werd geschreven tussen februari en april 1877. Het was zijn derde poging om tot een strijkkwartet te komen. Ook dit werk haalde de muziekuitgeverij niet. Het bleef bij een stapeltje muziek in manuscriptvorm, waarin nog veel kladwerk. Er konden zes delen onderscheiden worden, maar de bedoelde volgorde is onbekend gebleven. Net als zijn Strijkkwartet in f mineur draagt dit werk de subtitel oefenwerk met zich mee. Bij het napluizen van Gades werk kwam de cellist Asger Lund Christiansen tot een vierdelig strijkkwartet (gereed voor uitvoering dus) en sindsdien wordt dat als de standaard gezien van dit werk. Ook de interpretatie van Christiansen bleef ongepubliceerd.
De eerste uitvoering vond plaats in 1963 door het Kopenhangen Kwartet met Christiansen in de gelederen.
Het kwartet heeft vier delen: 
1. Allegro non troppo
2. Andantino
3. Scherzo (presto)
4. Finale: Allegro